# Nibionno
Nibionno – miejscowość i gmina we Włoszech, w regionie Lombardia, w prowincji Lecco.
Według danych na rok 2004 gminę zamieszkiwało 3288 osób, 1096 os./km².